# Malthonea panthera
Malthonea panthera es una especie de escarabajo longicornio del género Malthonea, tribu Desmiphorini, subfamilia Lamiinae. Fue descrita científicamente por Martins & Galileo en 1995.
La especie se mantiene activa durante los meses de enero y marzo.

## Descripción
Mide 9-12,1 milímetros de longitud.

## Distribución
Se distribuye por Colombia y Venezuela.